# بيدرو غيرا كابريرا
بيدرو غيرا كابريرا (بالإسبانية: Pedro Guerra Cabrera)‏ هو محامي وسياسي إسباني، ولد في 29 يناير 1937، وتوفي في 1991. حزبياً، نشط في حزب العمال الاشتراكي الإسباني. وقد انتخب Member of the Parliament of the Canary Islands ‏ وانتخب  وانتخب عضو مجلس الشيوخ الإسباني ‏.